# Parerga. Międzynarodowe Studia Filozoficzne
Parerga. Międzynarodowe Studia Filozoficzne  – periodyk naukowy  poświęcony filozofii i adresowany do środowiska akademickiego, publikowany przez Wyższą Szkołę Finansów i Zarządzania w Warszawie. Powstał z inicjatywy Kierownika Katedry Filozofii Wydziału Psychologii prof. dr. hab. Wojciecha Słomskiego w 2004 roku. Ddo 2006 roku Parerga wydawana była w formie półrocznika, natomiast od roku 2007 ukazuje się jako kwartalnik. 

## Zawartość tematyczna
- artykuły naukowe prezentujące różne aspekty współczesnej filozofii;
- ocena dorobku filozofii, jako rekonstrukcja historyczna;
- omówienie pojęć, problemów z zakresu filozofii na podstawie wybranych dzieł branżowych;
- wskazanie sposobów poprawnego pisania, właściwych form wypowiedzi itp.

## Komitet redakcyjny
- prof. dr hab. Wojciech Słomski – redaktor naczelny
- Sylwia Jabłońska – zastępca redaktora naczelnego
- dr Marcin Staniewski – sekretarz redakcji

## Rada naukowa
- František Mihina – przewodnicząca rady naukowej
- Jewgenii Babosov ,
- Neven Budak,
- Robert Burcher,
- Bronisław Burlikowski,
- Rudolf Dupkala,
- Marcel F. Fresco,
- Maria-Luisa Guerra,
- Borys G. Judin ,
- Aneta Karageorgieva,
- Pavel Kouba,
- Richard Lee,
- Herman Lodewyckx,
- Zachariasz Łyko,
- Erich Moll,
- Vassilis Noulas,
- Abdumialik I. Nysanbajew,
- Pedro Ortega-Campos,
- David Pellauer,
- Henryk Pilus,
- Jurii Reznik,
- Wojciech Słomski,
- Frantisek Smahel,
- Stanislav Stolarik,
- Alex Tiapkin,
- Patrick Vignol,
- Luciana Vigne,
- Igor Zahara